# CLAMP/奇蹟.軌跡
《CLAMP/奇蹟.軌跡》是日本漫畫家團體CLAMP記念出道15週年而推出的解說書籍，該書籍共12冊，包含CLAMP以往所有的作品解說。2004年9月，由講談社於日本出版。2004年10月，台灣東販取得授權於台灣出版。2004年11月，天下出版社取得授權於香港出版。TOKYOPOP取得授權於美國出版。Norma Editorial取得授權於西班牙出版。每冊書均為全彩色共32頁，內容包括精選、CLAMP訪談、藝術繪畫和新的短篇漫畫。每冊書均附贈三隻CLAMP各漫畫作品中角色的西洋棋棋子。